# Ballet comique de la reine

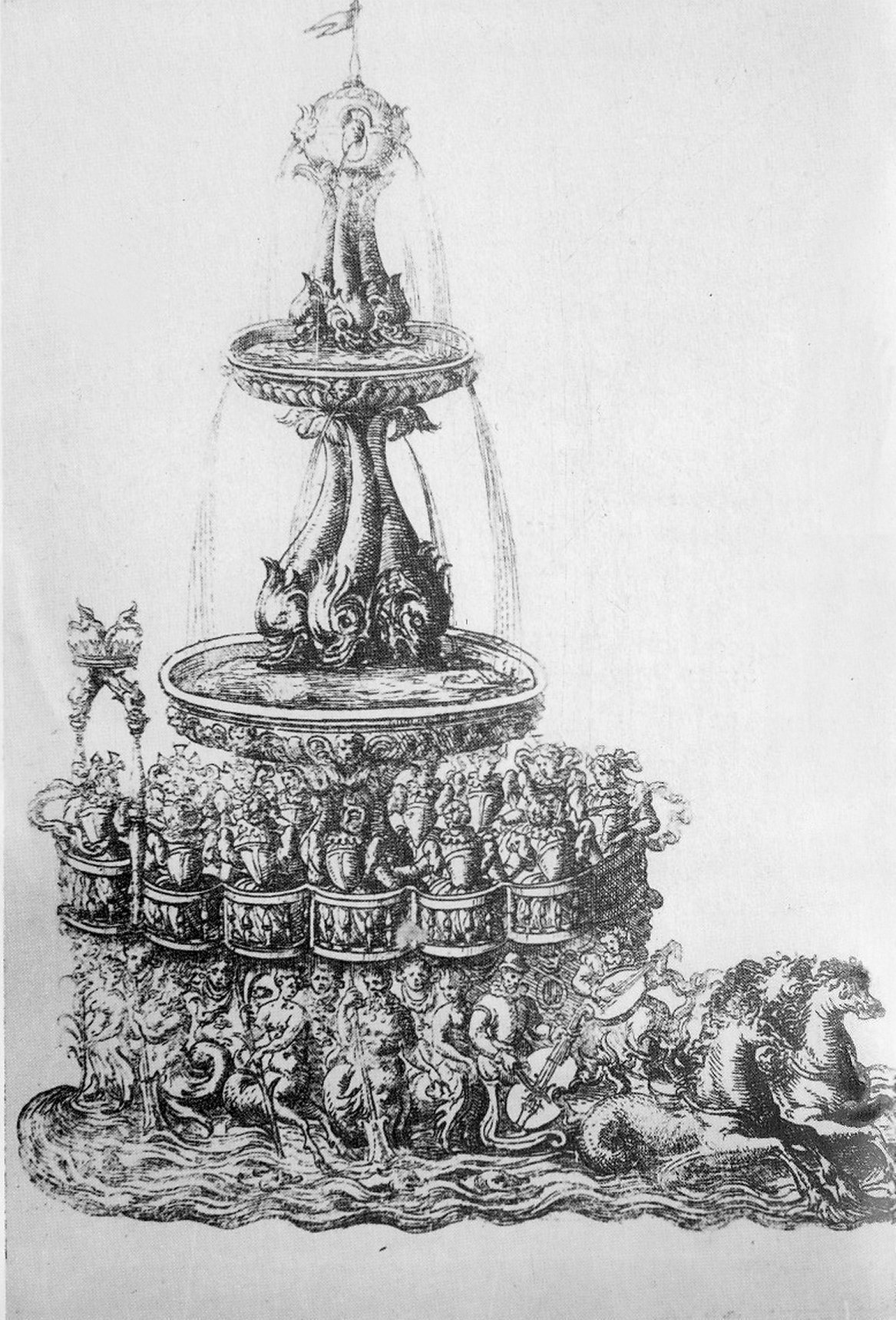
„Springbrunnen-Kutsche“, Illustration aus der Druckausgabe des Ballet comique de la reine

Das Ballet comique de la reine (deutsch: Komisches Ballett der Königin) war ein mehrstündiges Spektakel des italienischen Choreografen Balthasar de Beaujoyeulx. Die Uraufführung fand am 15. Oktober 1581 im Pariser Salle du Petit Bourbon statt. Das Werk gilt heute als das erste große Hofballett und Meilenstein der Ballettgeschichte.
Das Stück wurde im Auftrag der französischen Königin Louise de Lorraine-Vaudémont verfasst, die eine Mischung aus Tanz, Gesang und Deklamation wünschte. Gedacht war das Werk als ein Hochzeitsgeschenk für Anne de Joyeuse und Marguerite de Lorraine, einer Halbschwester von Königin Louise. Balthasar de Beaujoyeulx choreografierte eine fünfstündige Geschichte über die Zauberin Kirke, eine Figur aus der griechischen Mythologie. Kirke stürzt mit ihrer Bosheit die Welt ins Chaos, doch am Schluss wendet sich wieder alles zur Ordnung. Die Zauberin symbolisiert den Bürgerkrieg, und der glückliche Ausgang gibt dem Wunsch des Volkes nach Beendigung der jahrzehntelangen Hugenottenkriege Ausdruck. Die Musik komponierte le Sieur de Beaulieu, die Texte stammen von Nicolas Filleul de La Chesnaye, das Bühnenbild und die Kostüme von Jacques Patin. Aufführende waren sowohl Königin Louise selbst als auch Mitglieder ihres Hofstaats. Die Rolle von Tethys wurde durch die italienische Sopranistin Violante Doria gesungen.
1582 veröffentlichte die königliche Hofdruckerei das Werk unter dem Titel Balet comique de la Royne, faict aux nopces de Monsieur le Duc de Joyeuse & madamoyselle de Vaudemont sa sœur. Par Baltasar de Beaujoyeulx, valet de chambre du Roy, & de la Royne sa mere (deutsch: „Komisches Ballett der Königin, verfasst zur Hochzeit des Herzogs von Joyeuse mit Fräulein de Vaudemonts Schwester. Von Balthasar de Beaujoyeulx, Kammerdiener des Königs und der Königinmutter“).

## Illustrationen
Illustrationen aus der Druckausgabe „Ballet comique de la reine“ von 1582

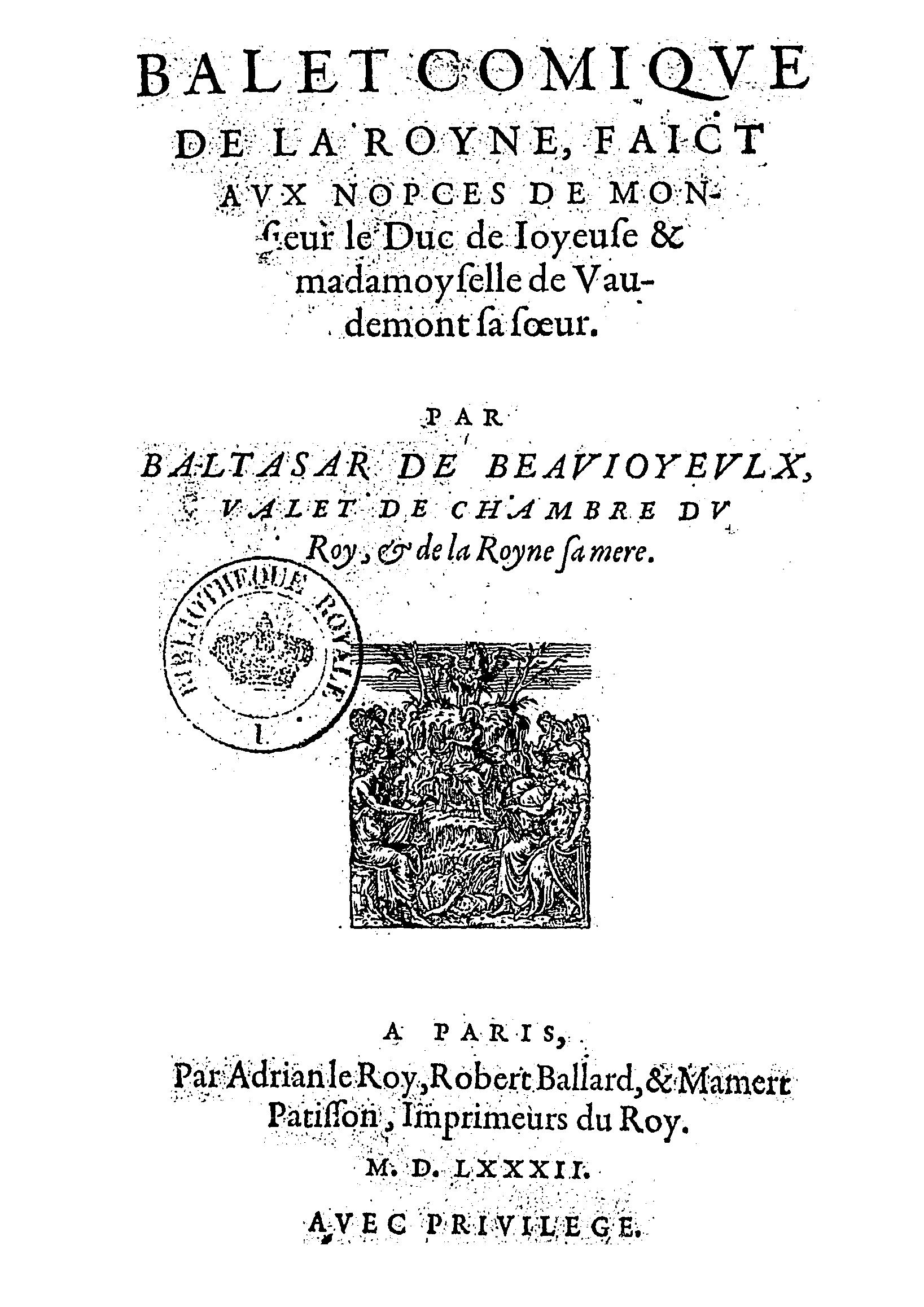
Titelblatt
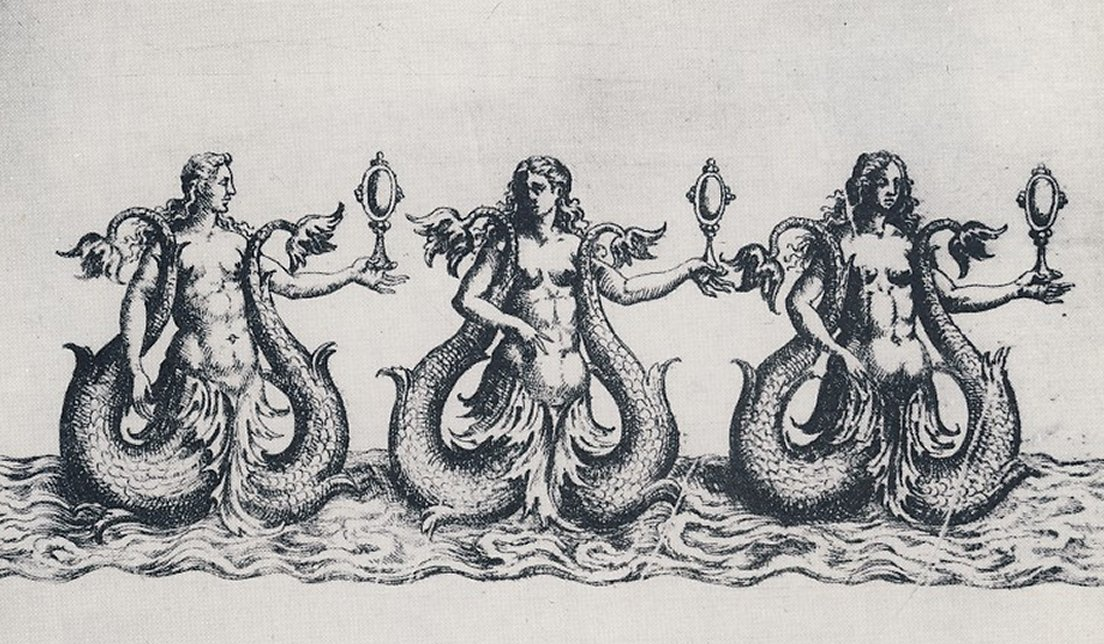
„Drei Sirenen“
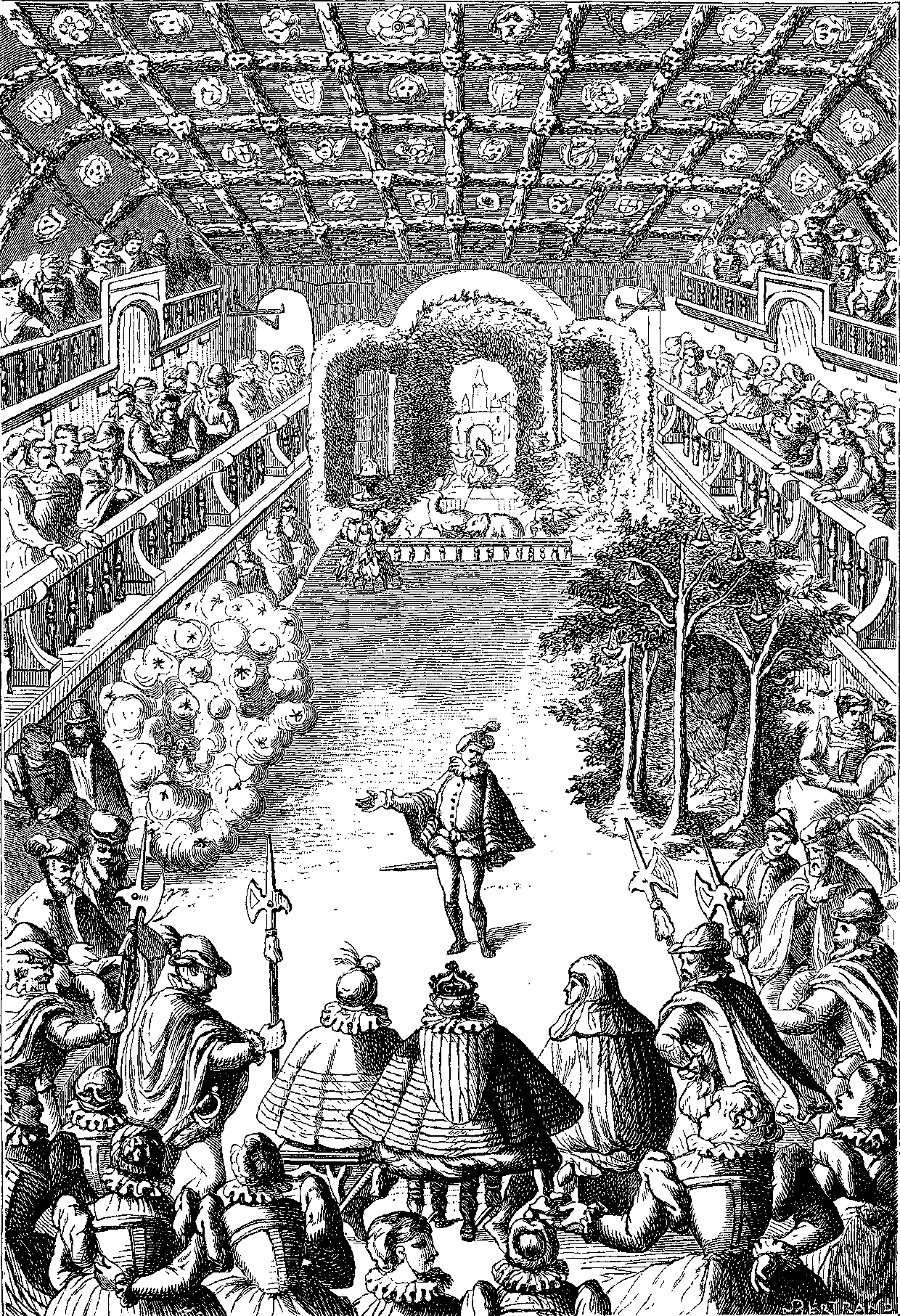
Szenenbild
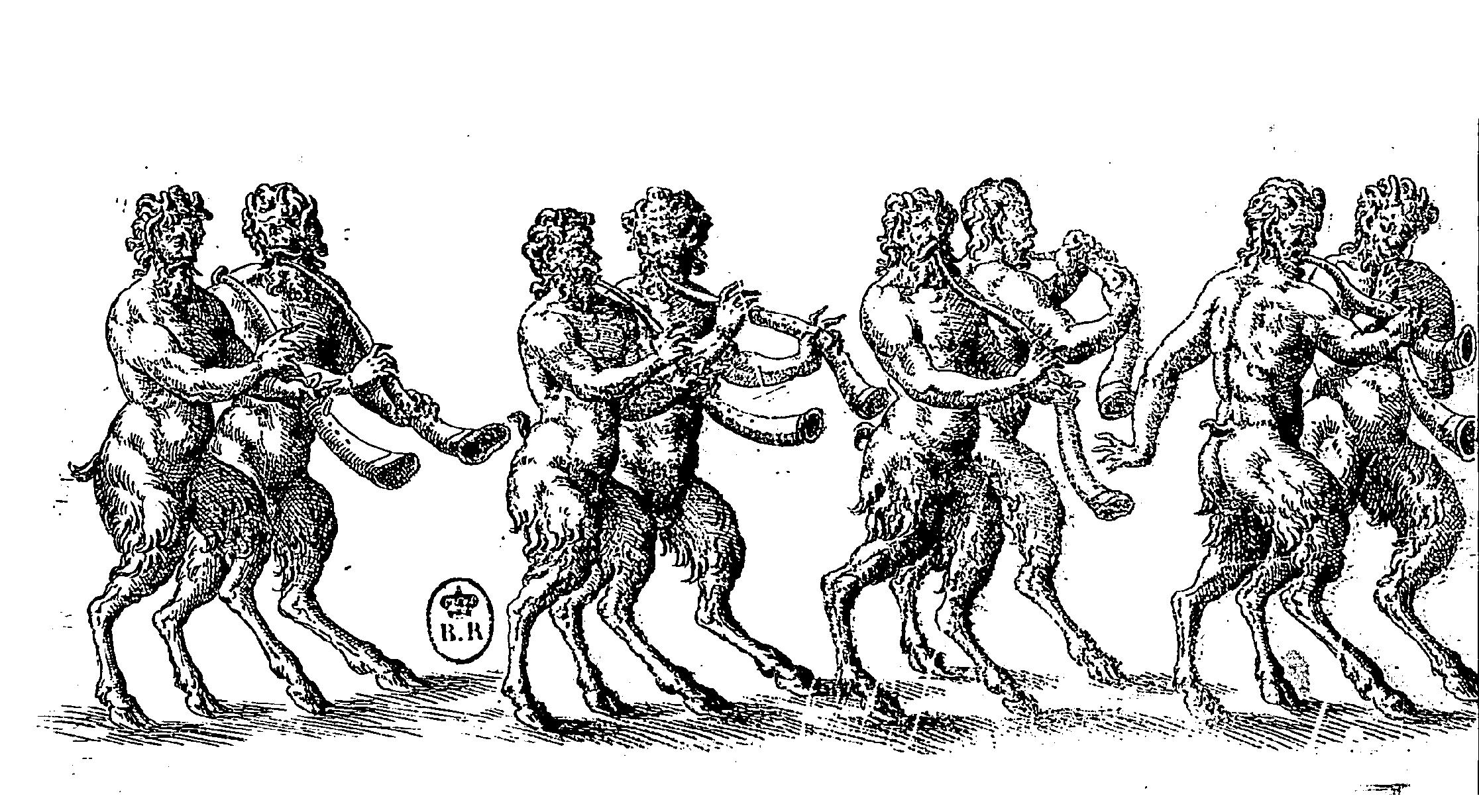
„Satyrn“
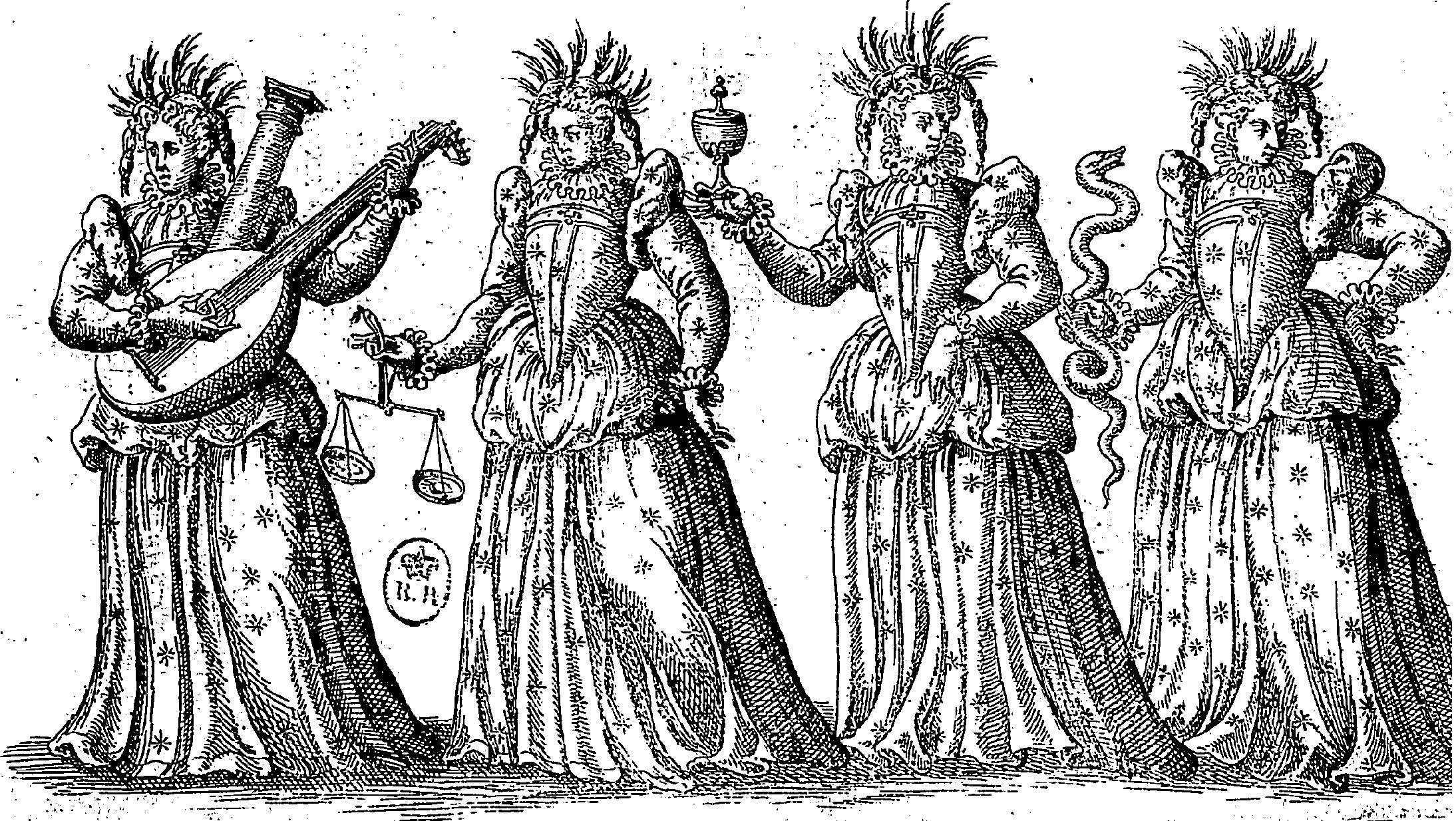
„Die vier Tugenden“